# Mörtetjärnen (Torrskogs socken, Dalsland)
Mörtetjärnen är en sjö i Bengtsfors kommun i Dalsland och ingår i Göta älvs huvudavrinningsområde.